# Anna Gerasimou
Anna Gerasimou (Kavala, 15 de outubro de 1987) é uma ex-tenista profissional grega.